# Kaneyama (Fukushima)
Kaneyama (jap. 金山町 Kaneyama-machi) – miasto w Japonii, na wyspie Honsiu, w prefekturze Fukushima. Według danych na rok 2020 miejscowość zamieszkiwało 1 862 mieszkańców , a gęstość zaludnienia wyniosła 6,3 os./km².